# Fiat 500 (1936)
El Fiat 500, conocido popularmente como Fiat Topolino o también llamado Fiat 500 Topolino, fue un modelo de automóvil construido por Fiat entre 1936 y 1955.
Fue desarrollado y construido por los ingenieros de Fiat Antonio Fessia y Dante Giacosa, quienes a pedido del entonces comandante de Fiat, Giovanni Agnelli, tomaron la iniciativa de producir un automóvil ligero y económico, de configuración mecánica "todo adelante" (es decir, motor y tracción delantera). El resultado fue un pequeño compacto de casi 3 metros de largo, motor de 4 cilindros de 495 cm³ y habitabilidad segura para dos personas, con opción para una plaza trasera extra.
Debe su nomenclatura a la cilindrada nominal de su motor (aproximadamente 500 cm³), mientras que su seudónimo Topolino (ratón pequeño o ratoncito en italiano) fue impuesto por los usuarios quienes al observar desde el interior del coche, la conjunción de sus faros delanteros a ambos lados del cubremotor, éstos les hacían recordar a las orejas del personaje Mickey Mouse, conocido en Italia como "Topolino".

## Historia
La versión C, fabricada en los años cincuenta, tenía importantes variaciones sobre el modelo original, diseñado por Dante Giacosa y presentado en 1936. Los faros habían sido encastrados en las aletas delanteras y un frente más actual con rejilla horizontal le confería un estilo moderno para su época. 
Además de la pequeña berlina, aparecida en 1949, de dos puertas, y dos plazas, se fabricó la versión Giardiniera, una versión tipo break del pequeño modelo Fiat con cuatro plazas recordando el concepto familiar, que se popularizó en los años cuarenta en América, y que en España la sabiduría popular bautizó con el nombre de «Rubia», debido al color de la madera con que fabricaban estos coches. En 1952 aparece el Belvedere que se diferenciaba de su antecesor, el «Giardiniera», al estar construido enteramente en chapa y abandonar la terminación en madera. Tenía dos tonos de gris, uno oscuro y otro claro, recalcando los vivos de la carrocería enteramente metálica. Fue el primer Fiat que dispuso de sistema de calefacción en serie, mediante un ingenioso sistema compuesto por tubos que introducían en el habitáculo el aire caliente proveniente del radiador. Cuando se dejó de fabricar en 1955, para dejar paso al popular Fiat 600, se habían fabricado desde 1936, 519 646 topolinos de los que 376 370 unidades eran de la versión C.

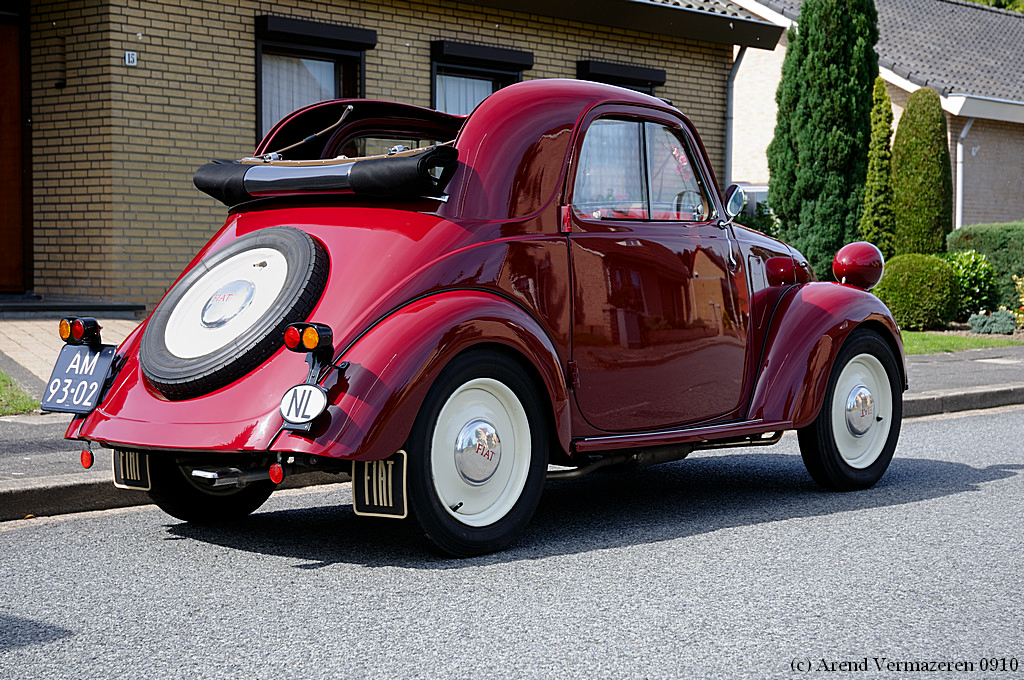
Fiat 500 Topolino semi-cabriolet